# 蓝钟花属
蓝钟花属（学名：Cyananthus）是桔梗科下的一个属，为多年生、矮小草本植物。该属共有约30种，分布于喜马拉雅区和中国西南部横断山地区。与党参属为姊妹类群。
蓝钟花属依据花冠形态、花冠被毛式样和生长习性被分成3个组，即宽瓣组、多年生组和一年生组。蓝钟花属起源于晚中新世，起源地可能为青藏高原地区，位于此地的为宽瓣组。然后该属向横断山迁移，演化成了多年生组和一年生组。其中，多年生组仍处在激烈分化之中。该组（多年生组）的多数类群发生了性别分离，在这些类群中雌性个体和两性个体共存于同一种群中，即表现为雌全异株（Gynodioecy）的性系统。